# حكومة صبري العسلي الرابعة
الحكومة السورية التي تشكلت في 31 ديسمبر 1956، هي الحكومة السابعة والخمسين في تاريخ سوريا الحديث، والثانية والأربعين في عهد الجمهورية السورية الأولى، والثالثة والأخيرة في ولاية شكري القوتلي الثانية، والرابعة والأخيرة برئاسة صبري العسلي. مكثت في السلطة 14 شهرًا، نالت الثقة بأغلبية 69 صوتًا ولا ثقة 4، وتغيب 69 نائب. شارك بها خالد العظم والحزب الوطني وحزب البعث. أبرمت أضخم صفقة في تاريخ سوريا حتى تاريخه مع الاتحاد السوفياتي، ونصت في بيانها الوزاري على إقامة وحدة فيدرالية مع مصر، وقد توصلت المفاوضات لعقد الوحدة الكاملة مع مصر خلال عام واحد، استفتي عليها وأعلنت في 22 فبراير 1958.

## تشكيلة الحكومة
| دولة السيد صبري العسلي         | لرئاسة الوزراء ووكالة وزارة الداخلية          |
| دولة السيد خالد العظم          | وزيراً للدولة ووزيراً للدفاع الوطني             |
| معالي السيد هاني السباعي       | وزيراً للمعارف                                 |
| معالي السيد حامد الخوجة        | وزيراً للزراعة                                 |
| معالي السيد فاخر الكيالي       | وزيراً للأشغال العامة والمواصلات               |
| معالي الدكتور مأمون الكزبري    | وزيراً للعدل ووزيراً للشؤون الاجتماعية بالوكالة |
| معالي السيد أسعد هارون         | وزيراً للصحة والإسعاف العام                    |
| معالي السيد صلاح الدين البيطار | وزيراً للخارجية                                |
| معالي السيد خليل كلاس          | وزيراً للاقتصاد الوطني                         |
| معالي السيد أسعد محاسن         | وزيراً للمالية                                 |
| معالي السيد صالح عقيل          | وزيراً للدولة                                  |

| الوزير             | الوزارة              |  |
| ------------------ | -------------------- |  |
| صبري العسلي        | رئيس الوزراء         |  |
| صلاح الدين البيطار | وزير الخارجية        |  |
| خليل كلاس          | وزير الاقتصاد الوطني |  |
| فاخر كيالي         | وزير الأشغال العامة  |  |
| أسد هارون          | وزير الصحة العامة    |  |
| حميد الخوجة        | وزير الزراعة         |  |
| هاني السباعي       | وزير التعليم         |  |
| أسعد محاسن         | وزير المالية         |  |
| مأمون الكزبري      | وزير العدل           |  |
| صالح علقي          | وزير دولة            |  |
| خالد العظم         | وزير دولة            |  |